# 十二生肖 (電影)
《十二生肖》是由成龍執導并主演的动作冒险喜剧电影，由陳勳奇擔任執行導演，1991年電影《飛鷹計劃》的續集，以一群赏金猎手追逐圆明园十二生肖兽首铜像为题材。外景地包括巴黎、北京、台湾、香港、澳洲、拉脱维亚等地。成龙称这是他最后一部大型动作片。影片于2012年12月20日在中国大陆和香港上映，在大陆累计票房达到8.8亿元人民币，累计观影人次突破2000万，在当年位列中国电影史上华语电影票房亚军（仅次于同档期的《泰囧》12亿元票房）。全球票房累计超过1.7亿美元。

## 劇情
為了賺取國際文物販子Lawrence懸賞的巨額獎金，受古董商人所聘的國際奪寶獵人JC（成龍飾）率領奪寶精英小組四處奔波追回北京圓明園「十二生肖青銅獸首」中失散的最後六個獸首。小組成員除了以能打愛耍寶的JC為首領，當中還包括全能飆車打手加高手Simon（權相佑飾）、技術控制好手David（廖凡飾），天才鑒寶大師Coco（姚星彤飾）以及跆拳道美人Bonnie（張藍心飾）。 
JC率領奪寶小組首站前往據傳置身於法國的兩個青銅獸首，在尋寶過程中，他卻遇上中國文物專家關教授的留法學生Coco，更沒想到關教授父女的愛國情操，卻與自己金錢至上的性格逕相違背。在機緣巧合之下JC認識落魄貴族Katherine，得知另兩個青銅獸在一座不為人知的南海熱帶島嶼，當他們前往島上的沉船遺蹟時，卻遭遇一群各國種族組成的聯合海盜團阻擾，面對一連串的危機四伏，這群擅於偷天換日的組員們是否能突破困境擁有圓滿的人生？而一向惜命如金的傑克在龐大錢財與真愛之間，又該如何抉擇... 

## 演員
| 演员                    | 角色           | 备注             |
| 成龍                    | （亞洲飛鷹）   | 赏金猎人         |
| 盧惠光                  | 海盜           |                  |
| 浅野长英                | 海盜           |                  |
| 姚星彤                  |                | 文物专家         |
| 權相佑 （配音：陳健豪） |                | 助手，之夫       |
| 张蓝心                  |                | 助手，之妻       |
| 廖凡 （配音：葉振聲）   |                | 助手             |
| 罗娜·韦斯贝克尔         |                | 法國女伯爵       |
| 王庆祥                  | 关教授         | 故宫文物专家     |
| 奥利弗·普莱特           |                | 集团总裁         |
| 施祖男                  |                | 集团负责人       |
| 阿拉·赛菲               | “九头鸟”       | 同業對手         |
| 凯瑟琳·戴雪儿           |                | “九头鸟”女伴     |
| 陳柏霖                  | 吴清           | 的弟弟           |
| 李宗盛                  | 宗盛           | 介绍工作的中间人 |
| 大卫·赛莱罗             | 保安           |                  |
| 肯尼·基                 | 飞行员（客串） |                  |
| 舒淇                    | 孕婦（客串）   | 之妻             |
| 吳彦祖                  | 医生（客串）   |                  |
| 林鳳嬌                  | 大嫂（客串）   | 之妻             |
| 赵子萱                  | 小女孩（客串） | 和之女           |
| 李日升                  |                |                  |

## 歌曲
| 曲序 | 曲目                   | 歌手                 |
| ---- | ---------------------- | -------------------- |
| 1.   | 《妙手空空》（主题曲） | 周華健、成龍、張震嶽 |
| 2.   | 《十二生肖》（片尾曲） | 王力宏               |
| 3.   | 《不可阻挡》（插曲）   |                      |

## 制作
该片于2011年6月份开拍，是成龙的第101部作品。开拍地點在法国，而尚蒂伊城堡和孔代博物馆是首次允许电影製作隊伍进入拍攝，并且把路易十六座椅等国家级文物供给成龙作为电影道具使用。
电影在全球各地实地取景，到2012年4月18日，已经完成在法国、北京和萬那杜及台灣、台東、花蓮、高雄等地取景，从4月开始，转战拉脱维亚取景，于5月份杀青。
在拍摄古堡场景时，成龙遭到两只大狗咬伤，连续注射了很多天的狂犬病疫苗。:47
著名美国音乐人肯尼·基也被成龙邀请到剧中出演角色。
该片精彩戏幕为“枪火追逐、山地落伞盘路追车、滑梯缠斗、多角度爆破”，武打镜头从头到尾不间断，而该片获得了美国的支持和签约。
成龙称这将是他的最后一部大型动作片，之后他将只拍一些小型动作。同時亦是成龍目前最後一套粵語對白的電影。
為了宣傳此電影，成龍更於2013年2月赴韓參演當地人氣綜藝節目Running Man（第135集）。

## 拍摄过程影像資料

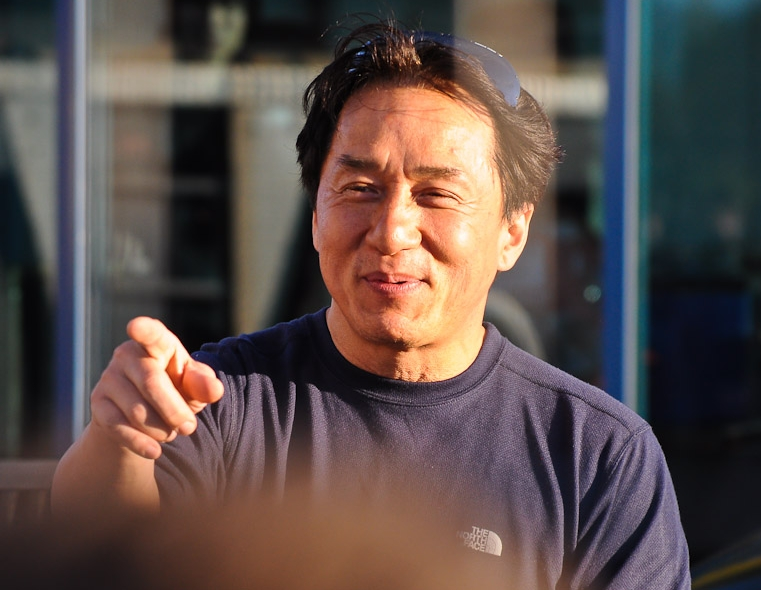
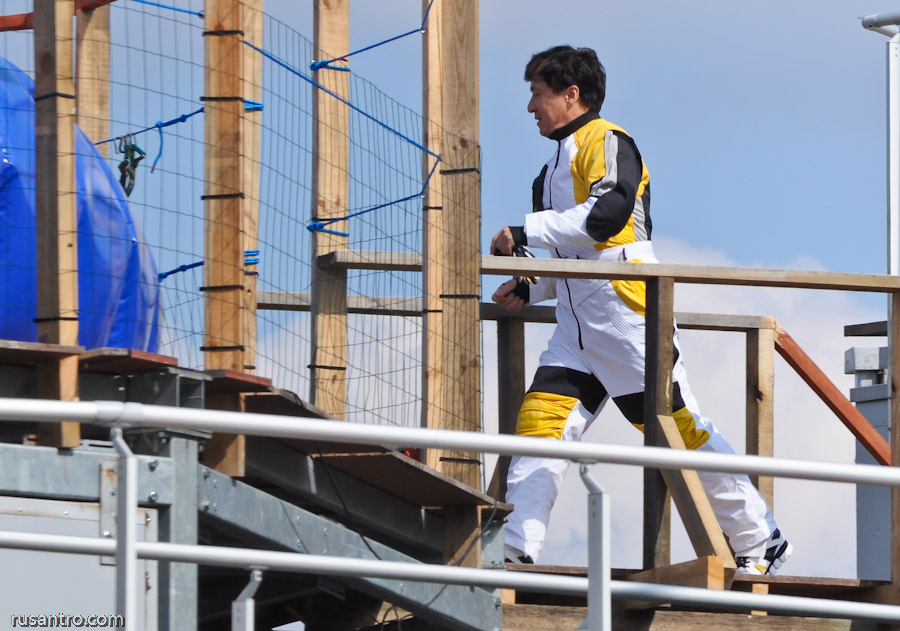
成龙在拉脱维亚的叶尔加瓦。
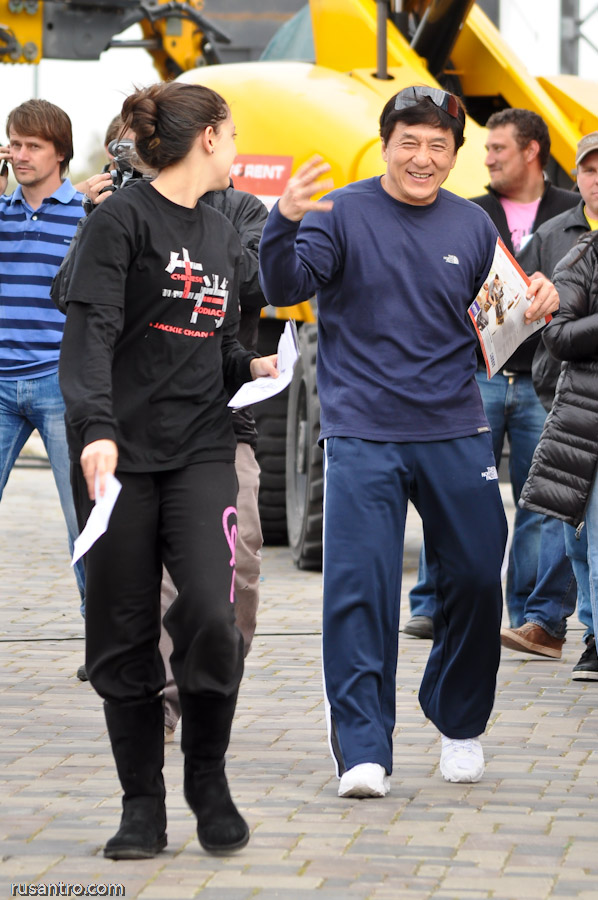

## 上映
2012年12月12日，该片全球首映礼在北京市国家体育馆举行，歌唱家刘媛媛受邀出席。

## 票房

### 中国大陆
《十二生肖》于2012年12月20日在中国上映，截止2013年1月13日，本片累计票房达到8.07亿元人民币，累计观影人次突破2000万，位列中国电影史上华语电影票房亚军（仅次于同档期的《泰囧》12亿元票房，后被《西游·降魔篇》超越）。

### 香港
本片於香港直到下映為止總票房約$1500萬港幣，依票價90港幣來算，粗估有17萬觀影人次，約香港總人口2%，票房慘澹。

### 东南亚
《十二生肖》登陆东南亚后立刻登上周票房冠军，在跨年一周全面问鼎新、马、泰三地票房。在新加坡、马来西亚、泰国等地票房全面压制《哈比人》等好莱坞大片，屡屡占领周票房冠军位置，成为近年来华语片海外票房之最。在新加坡上映22天时就已打破亚洲电影在新加坡票房记录。

### 北美
2013年10月18日上映，截至10月27日，累計票房僅9.4萬美元，依票價8美元計算，粗估有1萬觀影人次，為成龍作品在北美的最低票房。《洛杉矶时报》評價稱：“看电影的时候非常想提前离场，观众看起来很迷茫，并且都在不停看表。”
| 上一届： 《人再囧途之泰囧》 2012年 | 2013年中国内地一周票房冠军 第1周（12月31日—1月6日） | 下一届： 《一代宗师》 |

## 获奖与提名
| 頒獎典禮             | 獎項                           | 名字               | 結果 |
| -------------------- | ------------------------------ | ------------------ | ---- |
| 第32屆香港電影金像獎 | 最佳動作設計                   | 成龍、何鈞         | 獲獎 |
| 第32屆香港電影金像獎 | 最佳新演员                     | 张蓝心             | 提名 |
| 第32屆香港電影金像獎 | 最佳剪接                       | 邱志伟             | 提名 |
| 第32屆香港電影金像獎 | 最佳视觉效果                   | 黄宏达             | 提名 |
| 吉尼斯世界纪录大全   | 一部影片中身兼职务最多的电影人 | 成龙               | 獲獎 |
| 吉尼斯世界纪录大全   | 表演特技最多的演員             | 成龙               | 獲獎 |
| 华鼎奖               | 中国最佳电影动作指导奖         | 成龙、成家班       | 獲獎 |
| 华鼎奖               | 中国最佳新人奖                 | 张蓝心             | 獲獎 |
| 华鼎奖               | 中国最佳导演奖                 | 成龙               | 獲獎 |
| 第50屆金馬獎         | 最佳動作設計                   | 成龍、何鈞、成家班 | 獲獎 |
| 第32届大众电影百花奖 | 最佳男主角                     | 成龍               | 提名 |
| 第32届大众电影百花奖 | 最佳女主角                     | 姚星彤             | 提名 |
| 第32届大众电影百花奖 | 最佳新演员                     | 张蓝心             | 提名 |
| 第5屆日本沖繩電影節  | 「部門」「海人賞」             | 《十二生肖》       | 獲獎 |

## 相關
- 中国内地最高电影票房收入列表
- 圓明園十二生肖獸首銅像